# Manfred Voigts
Manfred Voigts (* 2. Mai 1946 in Braunschweig; † 4. September 2019 in Berlin) war ein deutscher Germanist und Judaist.

## Leben
Voigts studierte von 1968 bis 1975 in Tübingen und Berlin Germanistik, Politologie und Psychologie. 1980 wurde er an der FU Berlin promoviert. Von 1975  bis 1990 hatte Voigts eine feste Anstellung beim Berliner Rundfunk, wo er als Archivar und Rundfunkautor arbeitete. Daneben war er gewerkschaftlich tätig. Ab 1990 kehrte Voigts wieder zur Wissenschaft zurück, zunächst als freier Gelehrter, ab 1995 dann als Lehrbeauftragter im Studiengang Jüdische Studien der Universität Potsdam. Nach der Habilitation 1999 lehrte er in diesem Studiengang als Privatdozent und von 2005 bis 2011 als außerplanmäßiger Professor. 1996 war er Mitbegründer der Vereinigung für jüdische Studien.

## Schriften (Auswahl)
- Brechts Theaterkonzeptionen. Entstehung und Entfaltung bis 1931. Fink, München 1977, ISBN 3-7705-1518-8.
- Am Ende Sprache. Zur rettenden Kraft des Wortes in der atomaren Endzeit. Königshausen und Neumann, Würzburg 1983, ISBN 3-88479-126-5.
- Oskar Goldberg. Der mythische Experimentalwissenschaftler. Ein verdrängtes Kapitel jüdischer Geschichte. Agora, Berlin 1992, ISBN 3-87008-116-7.
- Jüdischer Messianismus und Geschichte. Ein Grundriss. Für Richard Faber zum 50. Geburtstag. Agora, Berlin 1994, ISBN 3-87008-119-8.
- Das  geheimnisvolle  Verschwinden  des  Geheimnisses. Ein Versuch. Passagen-Verlag, Wien 1995, ISBN 978-3-85165-162-1.
- Wir sollen alle kleine Fichtes werden! Johann Gottlieb Fichte als Prophet des Kultur-Zionismus. Philo, Berlin 2003, ISBN 978-3-8257-0310-3.
- Die deutsch-jüdische Symbiose. Niemeyer, Tübingen 2006, ISBN 978-3-484-65157-9.
- Kafka und die jüdisch-zionistische Frau. Königshausen und Neumann, Würzburg 2007, ISBN 978-3-8260-3525-8.
- Geburt und Teufelsdienst. Franz Kafka als Schriftsteller und als Jude. Königshausen und Neumann, Würzburg 2008, ISBN 978-3-8260-3802-0.
- Freie Wissenschaftliche Vereinigung: eine Berliner anti-antisemitische Studentenorganisation stellt sich vor – 1908 und 1931. Universitätsverlag Potsdam, Potsdam 2009 (online).
- Jüdische Geistesarbeit: und andere Aufsätze über Jakob Frank bis H. G. Adler. Königshausen und Neumann, Würzburg  [2016], ISBN 9783826059377.